# Вила Медичи у Кафађолу
Вила Медичи у Кафађолу (итал. Villa medicea di Cafaggiòlo) је вила у близини места Барберино ди Муђело (итал. Barberino di Mugello), у округу Фиренца (итал. Provincia di Firenze), регији (итал. regioni) Тоскана (итал. Toscana), општини Барберино ди Муђело (итал. Barberino di Mugello). Jедно је од најстаријих имања (од средине 14. века) у власништву породице Медичи (итал. Medici) . Вила је од 2013. године уписана на Унескову листу светске баштине (енгл. World Heritage Site).

## Историја
Вила Медичи у Кафађолу датира из 14. века. Имање се налази у тосканском подручју Муђело, првобитном дому Медичија. Смештено је у долине реке Сјеве (итал. Sieve), око 25 километара северно од Фиренце. Првобитна тврђава (1349. године), припадала је Фирентинској Републици (итал. Repubblica Fiorentina), да би 1359. године, прешла у посед Аверарда Медичија (итал. Averardo di Chiarissimo de' Medici). Тврђава је касније наслеђем прешла у власништво Ђовани ди Бичи Медичија и Козима Медичија, да би 1451. године поделом имовине, припала Козимо Медичију. Вила је обновљена по нацртима еминентног ренесансног архитекте Микелоца (итал. Michelozzo di Bartolommeo) 1452. године, поставши место сусрета неких од највећих интелектуалаца италијанске ренесансе.
То је требало да буде једна од четири виле које су изгрђене или реконструисао по налогу Козима. Микелоцо је добио задатак да трансформише зграду из замка у вилу. Тачан датум почетка обнове је веома неизвестан и процењује се за период између 1428. и 1451. године. Ђорђо Вазари наводи да је Вила Медичи у Кафађолу први Микелоцоов пројекат реновирања једне од породичних вила, иако су неке недавне студије идентификовале оближњу Вилу дел Требио као најстарију која је реновирана. Након смрти Козима де Медичија 1464. године, вила је постала ловачки дом његовог сина Пјера (итал. Piero di Cosimo de' Medici). Пјера је 1469. наследио његов син Лоренцо де Медичи коме је ова вила постала једна од омиљених резиденција, у којој је често боравио. Посећивао је и зими и лети, па је постало место сусрета највећих интелектуалаца тог времена, који су долазили на забаве и лов. После 1476. године, Лоренцо је морао да прикупља додатна новчана средства, пошто је папа запленио велики део његове имовине. Позајмљивао је од својих рођака, са коначним резултатом да је власништво над вилом пренето, након дуготрајних преговора, на Лоренца ди Пјерфранческа Медичија (итал. Lorenzo di Pierfrancesco de' Medici) и његовог брата Ђованија (итал. Giovanni) 1485. године. Вила у Кафађолу је тако привремено прешала у руке млађег огранак Медичија, који су успоставили производњу мајолике у помоћним зградама виле. Син Лоренца Величанственог Ђовани (итал. Giovanni di Lorenzo de' Medici), који је касније постао Папа Лав X (лат. Leo X), провео је део свог детињства у замку и чак је накратко држао суд у вили 15. децембра 1515. године. Имање и вила се 1537. године вратила у власништво Козима I Медичија, првог великог војводе Великог војводства Тоскана (итал. Granducato di Toscana). који је проширио и оградио великим зидом створивши тако ловни резерват, где су ретке животиње могле слободно да лутају. Улогу виле као ловачког дома још су више истакли синови Козима I, Франческо I Медичи и Фердинандо I Медичи (итал. Ferdinando I de' Medici), који су ту обично боравили у јесењим месецима.
 У шеснаестом веку су направљене неке промене у изгледу виле укључујући и доградњу лође на задњем делу виле. Након смрти Ђовани Гастоне Медичија 1737. године, Велико војводство Тоскана и имовину Медичија, укључујући њихове виле, стекао је Франц Штефан војвода од Лотарингије (Лорене), који је постао велики војвода Тоскане. Франц I је само једном посетио Тоскану 1739. године али током периода власништва породице Лорена, вила није продата, за разлику од других поседа, и још увек је коришћена за одмор. Када је Тоскана 1860. године  апсорбована у новоосновану Краљевину Италију влада је пренела сву имовину владарских породица древних италијанских држава тадашњој краљевској породица Италије Савоја (итал. Savoia). Године 1864. вила је продата принчевима Боргезе (итал. Borghese), који су предузели велики програм реконструкције. Срушена је задња кула (која се види на лунети Ђуста Утенса (итал. Giusto Utens), 1599-1602) а промењен је и већи део Микелоцоовог дизајна. Новим дизајном уклоњена су преостали делови утврђења (јарак, зидови и ограде), док је унутрашњост уређена у старијем, средњовековном стилу. Вила је тренутно у приватном власништву конзорцијума, који је користи за конференције, свадбе и корпоративне догађаје, док су спољашњи објекти претворени у станове.

## Архитектура
За разлику од многих тосканских вила породице Медичи, реконструкција Виле Медичи у Кафађолу није пратила идеале ренесансне архитектуре. Могући разлог за делимично задржавање конзервативног дизајна при реконструкцији замка, можда лежи у жестоким критикама Козима Медичија од стране фирентинског племства због онога што се сматрало претенциозним дизајном његове ренесансне Палате Медичи Рикарди (итал. Palazzo Medici Riccardi) у Фиренци. Архитектонски стил виле био је намерно враћање у време трансформације и настајања ренесансене, кватроченто (итал. quattrocento) стил, који је комбиновао готичке и класичне архитектонске елементе .
 Једноставније речено готика у форми, али ренесансна у детаљима. На први поглед, архитектура више личи на средњовековни замак него на вилу, са зупчастом кулом на предњој страни, окруженом са два једнако назубљена крила, ојачана бастионима на сваком углу али ове готичке и ренесансне елементе Микелоцо није укључио да би задржао структуре из претходне тврђаве, већ за употребу као сеоског склоништа и ловачке куће. Ограде су не више од пројектованог забата са зидинама, ослоњене на мале лукове и надстрешнице, постављене више са декоративним него одбрамбеним намерама. Међутим, политичка клима тог периода захтевала је да све племићке куће буду полуутврђене тако да је приземље било брањено двориште, окружено стражарским собама и одајама за ратнике. Поглед који је насликао Ђусто Утенс (итал. Giusto Utens) 1599. године приказује вилу коју је завршио Микелоцо. Предњи део изгледа углавном као и данас, али са великом кулом која доминира над зградом позади. Могуће је да је ова кула (касније срушена), сачувана од старе тврђаве. Слична кула постоји и у Вили Ла Петраја (итал. Villa La Petraia), још једној од вили Медичија. 

## Вртови
Детаљи на Утенсовој лунети приказује и некадашњи врт са травом, фонтаном и украсним биљкама као симболима највећег луксуза у тосканском пејзажу. За хуманистичко ренесансну властелу, баште су биле од једнаког значаја као и вила. Карактеристике ренесансне архитектуре биле су симетрија, равнотежа и прецизне пропорције, а ако сама вила није у потпуности испунила ове захтеве, њене баште свакако јесу. Ови ренесансни принципи су стриктно примењени на дизајн баште Вила Медичи у Кафађолу. У то доба врт се почео посматрати као продужетак саме куће и као такав је уређен истим распоредом. Статуе и клупе су били постављени исто као и унутар куће, одељци су представљали собе и ходнике. Вештачке пећине су пружале не само заштиту од сунца, већ и окружење за алегоријске сцене приказане у статуама и води. У Кафађолу су највећи вајари тог времена били ангажовани на изради фонтана, пећина и статуа, као што су: Триболо (итал. Niccolò Tribolo), Вазари (итал. Giorgio Vasari) и Буонталенти (итал. Bernardo Buontalenti), као и за креирање скулптуралних слика које приказују сцене у камену које је замислио Бенедето Варки (итал. Benedetto Varchi). Утенсов поглед на вилу такође показује још једну популарну баштенску карактеристику тог времена, воду. Присуство воде је омогућавао је највећи луксуз у тосканској башти, зелену траву. Топијар (итал. ars topiaria) и жива ограда, који су захтевали мање влаге, коришћени су за поделу баште на делове, као и сенку и живе зелене статуе. Тако је ренесансна башта постала симбол богатства и културе власника колико и његова кућа или уметничка збирка. 

## Радионица керамике
Преузимањем виле од Лоренца Величанственог, браћа Лоренцо ди Пјерфранческо Медичи и Ђовани 1485. године су у помоћним зградама, организовали радионицу за производњу мајолике, која је постала једна од најпознатијих керамичких радионица ренесансе.
У почетку је производња подражавала тадашњи популарни модел Монтелупо мајолике (итал. Maiolica di Montelupo) са украсима типичним за крај петнаестог века да би касније, захваљујући вештом мајсторском раду настали керамички производи одличног техничког и декоративног квалитета, у рангу са онима које су стварали чувени мајстори тог периода из Урбина (итал. Urbino). У последњој четвртини шеснаестог века, након раздобља великог успеха керамике из Кафађола, производња опада и окреће се ка серијској производњи, да би почетком 17. века престала свака активност због разлога који су још увек обавијеним мистеријом.